# Alfred Zillmann
Alfred Johannes Leberecht Zillmann (* 24. November 1854 in Stolp; † 7. Dezember 1940 in Dresden) war ein preußischer Generalleutnant.

## Leben

### Herkunft
Alfred war ein Sohn des Kaufmanns Ludwig Zillmann († 1888) und dessen Ehefrau Amalie, geborene Groß († 1878).

### Militärkarriere
Nach seiner Erziehung im elterlichen Hause sowie dem Besuch des Gymnasiums in seiner Heimatstadt, dass er mit dem Abitur abschloss, trat Zillmann am 29. September 1875 als Dreijährig-Freiwilliger in das 5. Rheinische Infanterie-Regiment Nr. 65 der Preußischen Armee in Köln ein. Bis Mitte Februar 1877 avancierte er zum Sekondeleutnant, war für sechs Monate zur Militär-Turnanstalt kommandiert und diente ab Anfang April 1881 als Adjutant des I. Bataillons. In dieser Eigenschaft wurde Zillmann am 22. März 1887 zum Premierleutnant befördert und zwei Monate später zum Regimentsadjutanten ernannt. Für eine Rettungstat zeichnete ihn Wilhelm I. im Juni 1887 mit der Rettungsmedaille am Band aus.
Unter Stellung à la suite erfolgte am 19. November 1889 seine Kommandierung nach Kassel als Adjutant der 44. Infanterie-Brigade. Mit der Beförderung zum überzähligen Hauptmann und unter Belassung in seinem Kommando wurde Zillmann am 19. September 1991 in das Infanterie-Regiment „von Lützow“ (1. Rheinisches) Nr. 25 versetzt. Am 17. Dezember 1891 trat er dort als Kompaniechef in den Truppendienst zurück. Mit einem Patent vom 19. September 1889 wurde er am 20. Mai 1896 in dieser Funktion in das Infanterie-Regiment „von der Marwitz“ (8. Pommersches) Nr. 61 nach Thorn versetzt. Unter Beförderung zum aggregierten Major folgte am 13. September 1899 seine Versetzung nach Hanau in das Infanterie-Regiment Nr. 166 und am 22. Juli 1900 die Ernennung zum Kommandeur des I. Bataillons. Als Oberstleutnant und etatmäßiger Stabsoffizier war Zillmann vom 10. April 1906 bis zum 19. Februar 1909 im Kulmer Infanterie-Regiments Nr. 141 in Graudenz tätig und erhielt in dieser Stellung anlässlich des Ordensfestes im Januar 1908 den Kronen-Orden III. Klasse. Anschließend erfolgte eine Verwendung in Hohensalza als Oberst und Kommandeur des 4. Westpreußischen Infanterie-Regiments Nr. 140. Daran schloss sich mit der Beförderung zum Generalmajor am 22. April 1912 seine Versetzung nach Deutsch-Eylau als Kommandeur der 72. Infanterie-Brigade an. In Genehmigung seines Abschiedgesuches wurde Zillmann am 18. April 1913 mit der gesetzlichen Pension zur Disposition gestellt und durch Wilhelm II. mit dem Roten Adlerorden II. Klasse mit Eichenlaub ausgezeichnet.
Bei der Mobilmachung anlässlich des Ersten Weltkriegs wurde Zillmann wiederverwendet. Er fungierte zunächst als Kommandeur der stellvertretenden 74. Infanterie-Brigade in Marienburg, später der stellvertretenden 69. Infanterie-Brigade in Graudenz und erhielt am 9. Juli 1916 den Charakter als Generalleutnant.

### Familie
Zillmann verheiratete sich am 10. Mai 1887 in Dresden mit Elisabeth Sophie Richter (* 1866). Aus der Ehe ging im Jahr darauf eine Tochter hervor.